# Fläsian

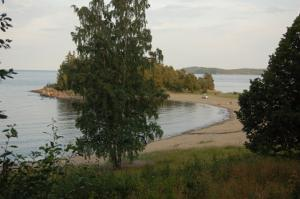

Fläsian är en halvö strax söder om Sundsvall.
Halvön förbinds av ett näs av sand med fastlandet, och är populär som badplats och utflyktsmål. Strax söder om halvön ligger Fläsians campingplats.
Bostadsområdet närmast halvön kallas också ofta för Fläsian, men från början har namnet enbart avsett halvön.